# ミハエル・マリア
ミハエル・マディオニス・マテオ・マリア（オランダ語: Michaël Madionis Mateo Maria、1995年1月31日 - ）は、キュラソーとオランダのサッカー選手。キュラソー代表。ポジションはDFまたはMF。

## クラブ歴
ユース時代はPSVアイントホーフェンに長く所属したが、フィテッセの下部組織を経て、VfLボーフムの下部組織に移籍し、ボーフムのセカンドチームで選手デビューをした。その後2.ブンデスリーガ所属のトップチームでも出場した。
2016-17シーズンは3.リーガのSGゾネンホフ・グロースアスパッハに、2017-18シーズンは2.ブンデスリーガのFCエルツゲビルゲ・アウエとエールディヴィジのFCトゥウェンテに所属した。
2019年にUSLチャンピオンシップのシャーロット・インディペンデンスに移籍、同年Aリーグのアデレード・ユナイテッドFCに2年契約で移籍。FFAカップでオーストラリアデビューとなった。
2021年1月28日、NACブレダに2年半の契約で移籍した。

## 代表歴
年代別代表ではU-20のキュラソー代表としての出場経験がある。
2015年3月27日に行われた2018 FIFAワールドカップ・北中米カリブ海1次予選のモントセラト代表戦でパピト・メレンシアに代わって65分に途中出場し、A代表初出場となった。